# Santerre (Provinz)
Der Santerre ist eine historische Landschaft in der Picardie in Nordfrankreich. Der Name wird von dem lateinischen sana terra abgeleitet. Die Landschaft war 1916 im Ersten Weltkrieg Schauplatz der Schlacht an der Somme.

## Lage
Der Santerre, die eine Fläche von rund 3000 km² mit 242 Gemeinden mit rund 106.000 Einwohnern umfasst, liegt östlich von Amiens bis Saint-Quentin zwischen den Flüssen Avre, Luce und Somme im heutigen Département Somme. Im Osten wird er von der Landschaft Vermandois begrenzt. Den Hauptteil des Santerre bildet ein Kreideplateau.

## Natur
Die bis zum frühen Mittelalter stark bewaldete Landschaft bildet ein eintöniges, aber fruchtbares Plateau, in dem der Getreide- und Zuckerrübenanbau vorherrscht. Die „gute Erde“ weist eine Dicke von 7 bis 10 cm auf. Das Gebiet wird überwiegend von großen Gehöften bewirtschaftet.

## Wirtschaft
Herausragend sind die Verarbeitung landwirtschaftlicher Produkte (Bonduelle), die Zucker- und Glukosefabrikation (Roye, Eppeville, Nesle), die durch die gute Verkehrsanbindung (TGV-Nord; zwei Autobahnen; geplanter Canal Seine-Nord Europe) gefördert werden.